# Erick Martínez Ávila
Alexander Erick Martínez Ávila, também conhecido como Erick Martínez, (18 de janeiro de 1980 – 5 de maio de 2012) foi um defensor e porta-voz hondurenho dos direitos das minorias lésbicas, gays, bissexuais e transgêneros (LGBT) em Tegucigalpa, capital de Honduras. Ex-jornalista, ele se dedicou às relações públicas da Asociación Kukulcán. Ele também era conhecido por ser um ativista "zelayista". Dias após seu anúncio de concorrer como candidato do Partido Resistência ao Congresso nas eleições de novembro, Martínez desapareceu e foi encontrado estrangulado até a morte a cerca de três quilômetros da capital.
Dos assassinados em Honduras, Martínez é um dos 20 a 62 hondurenhos LGBT desde 2010 e um dos 22 jornalistas e apoiantes do presidente deposto Manuel Zelaya desde o golpe de Estado hondurenho de 2009.
Outro visível ativista LGBT hondurenho e zelayista, Walter Tróchez, foi assassinado em 13 de dezembro de 2009 em Tegucigalpa.

## Carreira

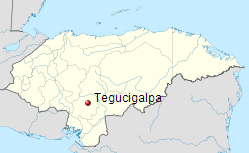
Localização geográfica de Honduras

Ávila estudou jornalismo na Universidad Nacional Autónoma de Honduras. Ele contribuiu para uma série de publicações sobre HIV, onde trouxe à luz questões relativas ao HIV e aos direitos humanos em Honduras. Ele era mais conhecido como o porta-voz de Kukulcán. Nesta organização, ele cofacilitou o treinamento regional de defesa de direitos relacionado ao HIV chamado 'Speaking Out!', voltado para homens que fazem sexo com homens (HSH) e ativistas transgêneros. Isso foi realizado em Tela, em Honduras. Seu envolvimento com HSH e também a fundação do Movimento de Resistência à Diversidade. levaram à sua nomeação para concorrer a um cargo no Departamento de Francisco Morazán pelo partido Libre, a ala política da Frente Nacional de Resistência Popular.

### Morte
Ávila foi escolhido como candidato ao Congresso Nacional de Honduras nas eleições nacionais de novembro devido ao seu apoio à comunidade LGBT em Honduras. Três semanas após seu anúncio de candidatura, Martínez desapareceu. Dois dias depois, em 7 de maio de 2012, seu corpo foi encontrado em uma vala à beira da estrada que liga o Departamento de Olancho a Tegucigalpa, a cerca de três quilômetros da capital, nos arredores da aldeia Guasculile. Ele parece ter sido espancado e morreu de asfixia por estrangulamento. Não há um motivo claro por trás de sua morte.

## Contexto
A taxa de homicídios em Honduras aumentou dramaticamente nos últimos anos como resultado da instabilidade política, do tráfico de drogas e do crime organizado. O homicídio per capita em Honduras aumentou de 86 para 92 por cada 100 mil pessoas de 2011 a 2012. Honduras registou 6 700 homicídios em 2011 numa nação de 8 milhões de pessoas.
O presidente Manuel Zelaya foi forçado a deixar o cargo em um golpe em 28 de junho de 2009. O presidente Porfirio Lobo Sosa havia perdido para Zelaya em 2005 e concorreu novamente e venceu nas eleições de novembro de 2009 que se seguiram ao golpe. Inicialmente, os Estados Unidos criticaram o papel dos militares hondurenhos na deposição do líder democraticamente eleito do país. No entanto, enviaram sinais de apoio ao recém-eleito presidente Lobo após sua eleição e os EUA continuaram a enviar ajuda militar e de segurança para o combate às drogas e ao crime. Os EUA interromperam a assistência por quatro meses aos hondurenhos em sua luta contra o narcotráfico depois que a Força Aérea de Honduras abateu vários aviões em uma violação do direito internacional em julho de 2012. A impunidade em Honduras, especialmente nos casos de alta visibilidade de jornalistas e advogados, é um fator por trás dos membros do Congresso dos EUA que pressionam o governo dos EUA a reter 50 milhões de dólares em ajuda, a menos que Honduras fosse capaz de mostrar uma melhora em sua situação de direitos humanos. De acordo com um relatório do The Nation, 10 mil queixas civis contra o abuso de poder não foram investigadas desde o golpe de 2009.
Como resultado, nas eleições em que Ávila participaria, a esposa do ex-presidente Zelaya, Xiomara Castro, foi eleita para liderar o partido nas eleições presidenciais de 2013, com Zelaya concorrendo ao Congresso.

## Impacto nos Estados Unidos
Em dezembro de 2011, os Estados Unidos anunciaram que levariam em conta as violações dos direitos dos homossexuais nas decisões de política externa e, na altura, as Honduras tinham testemunhado níveis significativos de assassinatos e ataques à população LGBT.
Num fórum que Ávila liderou antes do seu assassinato, ele criticou as Honduras pelo aumento de crimes de ódio após o golpe de Estado e também disse que a Constituição hondurenha não tinha uma definição para um crime de ódio.

## Reação de organizações globais
O Fórum Global sobre HSH e HIV (MSMGF) exigiu uma investigação sobre o assassinato de Erick Martínez. A organização o elogiou por seu trabalho na comunidade LGBT.
Dez dias após o assassinato de Ávila, o radialista Alfredo Villatoro foi encontrado morto. Irina Bokova, diretora-geral da UNESCO, disse: "Estou profundamente preocupada com este segundo jornalista morto nas Honduras num mês e apelo às autoridades para que levem à justiça os autores deste crime contra o direito humano básico da liberdade de expressão. A liberdade de expressão é a pedra angular da democracia e do Estado de direito e é essencial que os jornalistas possam contribuir livremente para o debate político e social."